# Список улиц Пушкина (Санкт-Петербург)
В настоящем списке приведены улицы, переулки, площади, проспекты и проезды города Пушкин, Пушкинского района города федерального значения Санкт-Петербурга.

## Список улиц, переулков, проспектов и шоссе
| А Б В Г Д Ж З К Л М Н О П Р С Т У Ф Ц Ч Ш |

### 0—9
| Название                  | Индекс | Год основания     | Значимые объекты | Прежние названия | Комментарии              |
| ------------------------- | ------ | ----------------- | ---------------- | ---------------- | ------------------------ |
| 1-й проезд (Гуммолосары)  | 196620 |                   |                  |                  | Находится в Гуммолосарах |
| 1-й проезд (Кондакопшино) | 196632 | 23 июня 1993 года |                  |                  | Находится в Кондакопшино |
| 1-я Советская улица       | 196634 |                   |                  |                  |                          |
| 2-й проезд                | 196632 | 23 июня 1993 года |                  |                  | Находится в Кондакопшино |
| 2-я Советская улица       | 196634 |                   |                  |                  |                          |
| 3-й проезд                | 196632 | 23 июня 1993 года |                  |                  | Находится в Кондакопшино |
| 3-я Советская улица       | 196634 |                   |                  |                  |                          |
| 4-я Советская улица       | 196634 |                   |                  |                  |                          |
| 5-я Советская улица       | 196634 |                   |                  |                  |                          |
| 6-я Советская улица       | 196634 |                   |                  |                  |                          |

### А
| Название                 | Индекс        | Год основания        | Значимые объекты | Прежние названия                                     | Комментарии |
| ------------------------ | ------------- | -------------------- | ---------------- | ---------------------------------------------------- | --- |
| Автомобильная улица      | 196608        |                      |                  | улица Новая Прорезка (до 17 мая 2007 года)           | |
| Академический переулок   | 196601        | 1920-е годы          |                  |                                                      | |
| Академический проспект   | 196605 196607 | 1818 год             |                  | Условно, «Новая окружная дорога»                     | Назван в связи с находившимися рядом с проспектом территориями, принадлежавшими крупному научному центру — Петроградской сельскохозяйственной академии им. И. А. Сте́бута. |
| дорога на Александровку  | 196601        |                      |                  |                                                      | |
| Александровский бульвар  | 196632        | 23 июня 1993 года    |                  |                                                      | |
| бульвар Алексея Толстого | 196607 196608 | Начало 1960-х годов  |                  | Новая улица (начало 1960-х годов — 1965)             | Назван в честь писателя А. Н. Толстого, жившего в Пушкине с 1928 по 1938 год.                                                                                             |
| Анциферовская улица      | 196601        | 28 августа 2013 года |                  |                                                      | Название дано в память проживавшего в Царском Селе культуролога и краеведа Н. П. Анциферова.                                                                              |
| Артиллерийская улица     | 196602        | 1830-е годы          |                  | Красноармейская улица (23 апреля 1923 — 7 июля 1993) | Название дано по находившейся здесь Офицерской артиллерийской школе. |
| улица Архитектора Данини | 196601        | 18 мая 2009 года     |                  |                                                      | Названа в честь архитектора Дворцового ведомства С. А. Данини. |
| Ахматовская улица        | 196608        | 5 октября 1956 года  |                  | Вокзальная улица (5 октября 1956 — 27 февраля 1989)  | Названа в честь проживавшей в Царском Селе А. А. Ахматовой. |

### Б
| Название            | Индекс | Год основания       | Значимые объекты | Прежние названия                                      | Комментарии |
| ------------------- | ------ | ------------------- | ---------------- | ----------------------------------------------------- | --- |
| Баболовское шоссе   | 196603 |                     |                  |                                                       | Названо по бывшей деревне Баболово.                                                                                     |
| переулок Белозёрки  | 196602 | 15 мая 1965 года    |                  | Одновременно в 1960-е годы назывался Новым переулком. | Назван по бывшему здесь посёлку Белозёрка.                                                                              |
| Биологическая улица | 196608 | 5 августа 2002 года |                  |                                                       | Название получено в связи располагающимся поблизости Всероссийским научно-исследовательским институтом защиты растений. |

### В
| Название                | Индекс           | Год основания     | Значимые объекты | Прежние названия | Комментарии |
| ----------------------- | ---------------- | ----------------- | ---------------- | ---------------- | --- |
| Витебский проспект      |                  |                   |                  |                  | |
| Вокзальная улица        | 196620           |                   |                  |                  | Находится в Гуммолосарах. Названа в связи с находящейся поблизости станцией Павловск.                                          |
| Волхонское шоссе        | 196601           | 1845 год          |                  |                  | Шоссе является продолжением Парковой улицы (ранее Волконской), от которой получило своё название, впоследствии видоизменённое. |
| Восточная улица         | 196632           | 23 июня 1993 года |                  |                  | Находится в Кондакопшино. |
| Восточный проезд        | 17 мая 2007 года |                   |                  |                  | |
| улица Вячеслава Шишкова | 196605           | 15 мая 1965 года  |                  |                  | Названа в честь В. Я. Шишкова.                                                                                                 |

### Г
| Название                      | Индекс        | Год основания      | Значимые объекты | Прежние названия | Комментарии                                                                             |
| ----------------------------- | ------------- | ------------------ | ---------------- | --- | --------------------------------------------------------------------------------------- |
| Гатчинское шоссе              | 196603        |                    |                  | | Названо по городу Гатчина.                                                              |
| Гвардейский бульвар           | 196603        | 31 марта 2008 года |                  | | Назван в честь ранее расквартированных в Софии гвардейских полков.                      |
| улица Генерала Хазова         | 196605 196606 | 15 мая 1965 года   |                  | | Названа в честь генерала И. В. Хазова.                                                  |
| улица Героев                  | 196632        | 23 июня 1993 года  |                  | | Находится в Кондакопшино.                                                               |
| Главная улица                 | 196620        |                    |                  | |                                                                                         |
| улица Глинки                  | 196601        | 1911               |                  | Пешковская улица (1911 — 23 апреля 1923) | Названа в честь архитектора В. А. Глинки.                                               |
| Глухой переулок               | 196601        |                    |                  | |                                                                                         |
| Горная улица                  | 196620        |                    |                  | | Находится в Гуммолосарах.                                                               |
| Госпитальная улица            | 196601        | Начало XIX века    |                  | улица Пролеткульта (23 апреля 1923 — 7 июля 1993); Госпитальная улица (начало XIX века — 23 апреля 1923)                                      | Названа по Дворцовому госпиталю (ныне — Городская больница № 38 имени Н. А. Семашко).   |
| Госпитальный переулок         | 196603        | 1830-е годы        |                  | | Назван по находившемуся рядом госпиталю военного ведомства.                             |
| Гражданская улица             | 196607        | начало XX века     |                  | |                                                                                         |
| Гражданская улица (Новосёлки) | 196601        | 1950-е годы        |                  | |                                                                                         |
| Гренадерская улица            | 196603        | 31 марта 2008 года |                  | |                                                                                         |
| Гусарская улица               | 196602        | 1830-е годы        |                  | улица Лермонтова (3 марта 1941 — 7 июля 1993); улица Тюкина (4 сентября 1919 — 3 марта 1941); Гусарская улица (1830-е годы — 4 сентября 1919) | Названа в честь располагавшегося по улице лейб-гвардии Гусарского его величества полка. |

### Д
| Название               | Индекс | Год основания     | Значимые объекты | Прежние названия | Комментарии                                                                                  |
| ---------------------- | ------ | ----------------- | ---------------- | --- | -------------------------------------------------------------------------------------------- |
| Дворцовая улица        | 196601 | начало XVIII века |                  | улица Васенко (1937 — 7 июля 1993); улица Белобородова (23 апреля 1923—1937); от Екатерининского дворца до Малой улицы: улица Карла Маркса (4 сентября 1919 — 23 апреля 1923); Красноармейская улица (20 апреля 1918 — 4 сентября 1919); Дворцовая улица (1850-е годы — 20 апреля 1918); Кузьминская улица (начало XVIII века — 1850-е годы); от Малой улицы до Египетских ворот: улица Фридриха Энгельса (4 сентября 1919 — 23 апреля 1923); Кузьминская улица (начало XVIII века — 4 сентября 1919) | Название связано с тем, что улица вела к дворцам (Екатерининскому и Александровскому)        |
| Детскосельский бульвар | 196601 | 1970-е годы       |                  | | Название дано в память о прежнем наименовании города Пушкина — Детское Село (с 1918 по 1937) |

### Ж
| Название                            | Индекс               | Год основания            | Значимые объекты | Прежние названия                                                                                          | Комментарии                                                                    |
| ----------------------------------- | -------------------- | ------------------------ | ---------------- | --- | ------------------------------------------------------------------------------ |
| Железнодорожная улица               | 196601 196606 196608 | 1912 год                 |                  | | Названа в связи с расположением вдоль железнодорожной линии.                   |
| Железнодорожная улица (Гуммолосары) | 196620               |                          |                  | | Названа в связи с расположением вдоль железнодорожной линии.                   |
| Железнодорожная улица (Павловск-2)  | 196620               |                          |                  | | Названа в связи с расположением вдоль железнодорожной линии.                   |
| Жуковско-Волынская улица            | 196608               | 18 (30) ноября 1883 года |                  | улица Жуковского (1920-е годы — 7 мая 1996); Жуковско-Волынская улица (18 (30) ноября 1883 — 1920-е годы) | Названа в честь главного врача Дворцового госпиталя Ф. Ф. Жуковско-Волынского. |

### З
| Название           | Индекс | Год основания | Значимые объекты | Прежние названия                                                                                     | Комментарии                                                                            |
| ------------------ | ------ | ------------- | ---------------- | --- | -------------------------------------------------------------------------------------- |
| Захаржевская улица | 196602 | 1830-е годы   |                  | улица Володарского (4 сентября 1919 — 7 июля 1993); Захаржевская ул. (1830-е годы — 4 сентября 1919) | Названа в честь управляющего Царскосельским дворцовым управлением Я. В. Захаржевского. |
| Зелёная улица      | 196620 |               |                  | | Расположена в Гуммолосарах.                                                            |

### К
| Название             | Индекс | Год основания        | Значимые объекты | Прежние названия | Комментарии |
| -------------------- | ------ | -------------------- | ---------------- | --- | --- |
| Кабельная улица      | 196608 | 17 мая 2007 года     |                  | | Название связано с деятельностью расположенного рядом предприятия «Ленэнерго».                                          |
| Кадетский бульвар    | 196602 | 1780-е годы          |                  | бульвар Киквидзе (23 апреля 1923 — 7 июля 1993); Красноармейский бульвар (4 сентября 1919 — 23 апреля 1923); Петроградский бульвар (20 апреля 1918 — 4 сентября 1919); Кадетская улица (1830-е годы — 20 апреля 1918); Гуммаласарская «гулевая» дорога; Новгородский просек | Название получил по располагавшемуся на бульваре Александровскому кадетскому корпусу                                    |
| Катлинская дорога    | 196620 | 1905 год             |                  | | Название получила по деревне Катлино.                                                                                   |
| Кедринская улица     | 196602 | 24 октября 2006 года |                  | | Названа в честь реставратора государственного музея-заповедника «Царское Село» А. А. Кедринского.                       |
| Кедровая улица       | 196608 | 5 августа 2002 года  |                  | | Название получено в связи располагающимся поблизости Всероссийским научно-исследовательским институтом защиты растений. |
| Кирасирская улица    | 196603 | 31 марта 2008 года   |                  | | Название получено в связи с располагавшимся ранее в Софии лейб-гвардии Кирасирским его величества полком.               |
| Колокольный переулок | 196603 | 31 марта 2008 года   |                  | Фуражная улица (1830-е — 1940-е) | Назван по находящейся рядом колокольне Софийского собора.                                                               |
| Колпинское шоссе     | 196608 |                      |                  | | Названо по городу Колпино.                                                                                              |
| Комсомольская улица  | 196601 | 1950-е годы          |                  | | |
| Конюшенная улица     | 196601 | 1809 год             |                  | улица 1-го Мая (23 апреля 1923 — 7 июля 1993); улица Чаплыгина (4 сентября 1919 — 23 апреля 1923); Театральная улица (20 апреля 1918 — 4 сентября 1919); Конюшенная улица (1809 — 20 апреля 1918)                                                                           | Название дано по располагавшимся в начале улицы Нижним конюшням.                                                        |
| улица Красной Звезды | 196602 | 1830-е годы          |                  | улица Рошаля (20 апреля 1918 — 4 сентября 1919); Стессельская улица (1830-е годы — 20 апреля 1918) | |
| Красносельское шоссе | 196603 | 1769 год             |                  | Гатчинское шоссе (XIX век — 1930-е годы) | Название дано по городу Красное Село                                                                                    |
| Кузьминское шоссе    | 196605 |                      |                  | | Название дано по бывшей слободе Большое Кузьмино (Пушкин)                                                               |

### Л
| Название            | Индекс        | Год основания           | Значимые объекты | Прежние названия | Комментарии                                                                                              |
| ------------------- | ------------- | ----------------------- | ---------------- | --- | --- |
| Ленинградская улица | 196605 196607 | 1950-е годы             |                  | | |
| Леонтьевская улица  | 196607        | 1811 год                |                  | улица Труда (4 сентября 1919 — 7 июля 1993); Красная улица (20 апреля 1918 — 4 сентября 1919); Леонтьевская улица (1811 — 20 апреля 1918) | Названа в честь управляющего Царскосельской конторой А. И. Леонтьева.                                    |
| Лесновская улица    | 196632        | 23 июня 1993 года       |                  | | Находится в Кондакопшино. Название дано по соседнему посёлку Лесное                                      |
| Лицейский переулок  | 196601        | середина XVIII века     |                  | Кустов переулок (4 сентября 1919 — 23 мая 1949); Певческий переулок (середина XVIII века — 4 сентября 1919)                               | Название дано по располагающемуся рядом Царскосельскому лицею.                                           |
| улица Ломоносова    | 196601        | 1950-е годы             |                  | | Названа в честь М. В. Ломоносова.                                                                        |
| Ляминский переулок  | 196607        | 18 (31) марта 1903 года |                  | | Проложен инженером Ляминым, потомком придворного садового мастера Ф. Ф. Лямина, владевшим этим участком. |

### М
| Название            | Индекс        | Год основания     | Значимые объекты | Прежние названия | Комментарии                                                                                                 |
| ------------------- | ------------- | ----------------- | ---------------- | --- | --- |
| Магазейная улица    | 196601 196607 | начало XIX века   |                  | улица Карла Маркса (23 апреля 1923 — 7 июля 1993); улица Карла Либкнехта (4 сентября 1919 — 23 апреля 1923); Магазейная улица (начало XIX века — 4 сентября 1919)             | Названа в связи с находившимися на ней Винным и Соляным складами (магазейнами).                             |
| Малая улица         | 196601        | 1750-е годы       |                  | улица Революции (4 сентября 1919 — 7 июля 1993); Малая улица (1750-е годы — 4 сентября 1919)                                                                                  | Название получила традиционно, поскольку была третьей после Большой (Передней, Садовой) и Средней.          |
| Малиновская улица   | 196602        | 9 марта 1995 года |                  | | Названа в честь первого директора Царскосельского лицея В. Ф. Малиновского, дача которого находилась здесь. |
| Московская улица    | 196601        | 1780-е годы       |                  | «улица вдоль вала» (1780-е годы — начало XIX века) | |
| Московский переулок | 196601        | 1820-е годы       |                  | | Название дано по Московскому шоссе.                                                                         |
| Московское шоссе    | 196601        | 1784 год          |                  | колония Бебеля (4 сентября 1919 — 23 апреля 1923); Фридентальская колония (1820-е годы — 4 сентября 1919); Ижорское шоссе (начало XIX века); «дорога на Москву» (с 1784 года) | Название получил по городу Москве                                                                           |

### Н
| Название                   | Индекс | Год основания     | Значимые объекты | Прежние названия                                                                                       | Комментарии                                                         |
| -------------------------- | ------ | ----------------- | ---------------- | --- | ------------------------------------------------------------------- |
| Набережная улица           | 196601 | 1750-е годы       |                  | улица Пролеткульта (23 апреля 1923 — 7 июля 1993); Набережная улица (начало XIX века — 23 апреля 1923) | Название связано с тем, что улица проходит вдоль каскадных прудов.  |
| Новая улица                | 196607 | начало XX века    |                  | |                                                                     |
| Новая улица (Гуммолосары)  | 196620 |                   |                  | |                                                                     |
| Новая улица (Кондакопшино) | 196632 | 23 июня 1993 года |                  | |                                                                     |
| Новодеревенская улица      | 196601 | 1910-е годы       |                  | | Название дано по бывшей деревне Новая, в которой расположена улица. |

### О
| Название            | Индекс               | Год основания         | Значимые объекты | Прежние названия | Комментарии                                                             |
| ------------------- | -------------------- | --------------------- | ---------------- | --- | ----------------------------------------------------------------------- |
| Общественная улица  | 196601               |                       |                  | |                                                                         |
| Овражная улица      | 196620               |                       |                  | | Название связано с рельефом близлежащей местности                       |
| Огородная улица     | 196602               | 1780-е годы           |                  | Софийская ул. (1830-е годы — 1874 год) | Название дано по находившимся в южной части улицы Кирасирским огородам. |
| Октябрьский бульвар | 196601 196607 196608 | 1-я четверть XIX века |                  | Петербургский бульвар (4 сентября 1919 — 23 апреля 1923); нечетная сторона: Бульварная улица (1-я четверть XIX века — 4 сентября 1919); четная сторона от Конюшенной улицы до Софийского бульвара: Бульварный переулок № 2 (1839 — 4 сентября 1919); центральная часть: Кузьминский бульвар (конец XIX века — 4 сентября 1919); Верхний бульвар (1-я четверть XIX века — конец XIX века) | Название дано в честь Октябрьской революции.                            |
| Оранжерейная улица  | 196601 196608        | начало XIX века       |                  | улица Коминтерна (23 апреля 1923 — 7 июля 1993); Оранжерейная улица (начало XIX века — 23 апреля 1923) | Название получила от Большой оранжереи, располагавшейся в начале улицы. |

### П
| Название                     | Индекс        | Год основания       | Значимые объекты | Прежние названия | Комментарии |
| ---------------------------- | ------------- | ------------------- | ---------------- | --- | --- |
| Павловская улица             | 196602        |                     |                  | | Название дано по городу Павловску                                                                                            |
| Павловское шоссе             | 196602        | середина XVIII века |                  | улица Маяковского (23 мая 1949 — 7 июля 1993); Слуцкое шоссе (23 апреля 1923 — 23 мая 1949); Павловское шоссе (начало XIX века — 23 апреля 1923); Павловская дорога (1777 — начало XIX века); дорога на Малую Славянку (до 1777) | Название дано по городу Павловску                                                                                            |
| Парковая улица               | 196602 196603 | 1780-е годы         |                  | шоссе Урицкого (4 сентября 1919 — 23 мая 1949); Волконская улица (1820-е годы — 4 сентября 1919); Большая почтовая дорога | Названа в связи с тем, что проходит по границе Екатерининского парка.                                                        |
| Парковая улица (Новосёлки)   | 196601        |                     |                  | | В «Реестре названий объектов городской среды» отсутствует.                                                                   |
| Парковая улица (Павловск-2)  | 196620        |                     |                  | | Названа в связи с тем, что проходит по границе Отдельного парка.                                                             |
| Песочная улица               | 196607        | начало XX века      |                  | | |
| Петербургское шоссе          | 196601 196605 | 1720-е годы         |                  | Ленинградское шоссе (1924 — 7 июля 1993); Петербургское шоссе (1-я четверть XIX века — 1924); Царскосельская (Сарская, Сарскосельская) дорога (1741 — 1-я четверть XIX века); Перспективая дорога в Саарскую мызу (1725—1740).   | Названо по городу Санкт-Петербургу                                                                                           |
| Пионерская улица             | 196602        |                     |                  | | |
| Пионерский переулок          | 196601        |                     |                  | | В «Реестре названий объектов городской среды» отсутствует.                                                                   |
| Пихтовая улица               | 196608        | 5 августа 2002 года |                  | | Название получено в связи располагающимся поблизости Всероссийским научно-исследовательским институтом защиты растений.      |
| шоссе Подбельского           | 196608        | 1920-е годы         |                  | | Названо в честь В. Н. Подбельского                                                                                           |
| Полевая улица (Гуммолосары)  | 196620        | 1950-е годы         |                  | | |
| Полевая улица (Кондакопшино) | 196632        |                     |                  | | |
| Полевая улица (Новосёлки)    | 196601        |                     |                  | | |
| Полковая улица               | 196603        | 31 марта 2008 года  |                  | | Название получено в связи с тем, что ранее София был районом, в котором преимущественно дислоцировались полковые соединения. |
| Привокзальная площадь        | 196608        | 1950-е годы         |                  | | |
| Проездной переулок           | 196620        |                     |                  | | Находится в Гуммолосарах. |
| Промышленная улица           | 196608        | 17 мая 2007 года    |                  | | Название дано в связи с находящейся рядом промышленной зоной «Восточная».                                                    |
| Прямой переулок              | 196602        | 1830-е годы         |                  | Артиллерийский переулок (1830-е годы — 23 апреля 1923) | |
| Пулковское шоссе             | 196601        |                     |                  | | |
| Пушкинская улица             | 196601 196607 | начало XIX века     |                  | Колпинская улица (начало XIX века — 23 мая 1949) | Название получила в связи с 150-летием со дня рождения А. С. Пушкина.                                                        |

### Р
| Название           | Индекс | Год основания         | Значимые объекты | Прежние названия                                                                     | Комментарии                                      |
| ------------------ | ------ | --------------------- | ---------------- | ------------------------------------------------------------------------------------ | ------------------------------------------------ |
| улица Радищева     | 196602 | конец XVIII века      |                  | Велиовская улица (1830-е годы — 4 сентября 1919); Разъезжая улица (конец XVIII века) | Название получила в честь А. Н. Радищева.        |
| Разъезжая улица    | 196620 |                       |                  |                                                                                      | Находится в Гуммолосарах                         |
| Рехколовское шоссе |        |                       |                  |                                                                                      | Название дано по бывшей деревне Рехколово.       |
| Рубежная дорога    | 196608 | 5 августа 2002 года   |                  |                                                                                      | Названа в связи со своим пограничным положением. |
| Русская улица      | 196632 | 30 сентября 1996 года |                  |                                                                                      | Находится в Кондакопшино                         |

### С
| Название                    | Индекс        | Год основания      | Значимые объекты     | Прежние названия | Комментарии                                                                                      |
| --------------------------- | ------------- | ------------------ | -------------------- | --- | ------------------------------------------------------------------------------------------------ |
| Садовая улица               | 196601        | 1710-е годы        |                      | Комсомольская улица (23 апреля 1923 — 7 июля 1993); улица Пушкина (4 сентября 1919 — 23 апреля 1923); Садовая улица (1770-е годы — 4 сентября 1919); Передняя улица (1730-е — 1770-е годы) | Название получила от Старого сада (Екатерининского парка), по границе которого проложена.        |
| Садовая улица (Гуммолосары) | 196620        |                    |                      | |                                                                                                  |
| Сапёрная улица              | 196602 196603 | 1780-е годы        |                      | улица Красной Артиллерии (23 апреля 1923 — 7 июля 1993); Саперная улица (1830-е годы — 23 апреля 1923); Задняя дорога по валу (1780-е — 1830-е годы) | Названа по Учебному саперному батальону, располагавшемуся по улице.                              |
| Сетевая улица               | 196608        | 17 мая 2007 года   |                      | | Название связано с деятельностью расположенного рядом предприятия «Ленэнерго».                   |
| Славянская улица            | 196632        | 23 июня 1993 года  |                      | | Находится в Кондакопшино.                                                                        |
| Соболевская дорога          | 196603        |                    |                      | | Название дано по бывшей деревне Соболева.                                                        |
| Соборная площадь            | 196601        | 1810-е годы        | Екатерининский собор | Центральный сквер (условно) (1939 — 8 октября 2007); Соборная площадь (1835—1939); Торговая (1826—1835); Большая, Полицейская, Будущая Церковная (условно) (1820-е годы). | Названа в связи с построенным на ней Екатерининским собором.                                     |
| Советский переулок          | 196601        | середина XIX века  |                      | Пашковский переулок (2-я половина XIX века — 4 сентября 1919) |                                                                                                  |
| Совхозная улица             | 196601        |                    |                      | |                                                                                                  |
| Софийская площадь           | 196602        | 1780-е годы        | Софийский собор      | безымянная (1920-е годы — 24 октября 2007); Софийская площадь (1830-е — 1920-е годы); Соборная площадь (?) (1780-е — 1830-е годы) | Название получила по Софийскому собору, находящемуся на ней.                                     |
| Софийский бульвар           | 196601        | 1830-е годы        |                      | Советский бульвар (23 апреля 1923 — 7 июля 1993); Кронштадтский бульвар (4 сентября 1919 — 23 апреля 1923); нечетная сторона: Софийский бульвар (конец XIX века — 4 сентября 1919); Нижний бульвар (1830-е годы — конец XIX века); четная сторона от Московского переулка до Привокзальной площади: Бульварный переулок № 1 (1839 — 4 сентября 1919) |                                                                                                  |
| Союзная улица               | 196601        |                    |                      | |                                                                                                  |
| Средняя улица               | 196601        | 1720-е годы        |                      | улица Коммунаров (4 сентября 1919 — 7 июля 1993); улица Лидии Суховой (20 апреля 1918 — 4 сентября 1919); Средняя улица (1750-е годы — 20 апреля 1918) | Название получила по своему местоположению между улицами Передней (Большой, Садовой) и Малой.    |
| Старинная улица             | 196632        | 23 июня 1993 года  |                      | | Находится в Кондакопшино                                                                         |
| Старогатчинское шоссе       | 196601        |                    |                      | | Названо по городу Гатчине; в отличие от нового Гатчинского шоссе, получило наименование старого. |
| Стрелковая улица            | 196603        | 31 марта 2008 года |                      | | Названа в память лейб-гвардии стрелковых полков дислоцировавшихся в Софии                        |

### Т
| Название           | Индекс | Год основания     | Значимые объекты | Прежние названия | Комментарии |
| ------------------ | ------ | ----------------- | ---------------- | ---------------- | --- |
| Тиньков переулок   | 196602 | 7 июля 2003 года  |                  |                  | Результат мифотворчества. Фактически назван в честь основателя располагавшегося здесь пивоваренного завода «Тинькофф» О. Ю. Тинькова. |
| Томполовская улица | 196632 | 23 июня 1993 года |                  |                  | Находится в Кондакопшино. Название дано по бывшей деревне Томполово.                                                                  |
| Транспортная улица | 196620 |                   |                  |                  | |

### У
| Название         | Индекс        | Год основания | Значимые объекты | Прежние названия | Комментарии               |
| ---------------- | ------------- | ------------- | ---------------- | ---------------- | ------------------------- |
| Удаловская улица | 196601 196608 | 1910-е годы   |                  |                  |                           |
| Учхозная улица   | 196620        |               |                  |                  | Находится в Гуммолосарах. |

### Ф
| Название          | Индекс | Год основания | Значимые объекты                      | Прежние названия                 | Комментарии                                                                                                   |
| ----------------- | ------ | ------------- | ------------------------------------- | -------------------------------- | --- |
| Фермская дорога   | 196601 |               |                                       |                                  | Названа Императорской ферме, к которой она ведёт                                                              |
| Фуражный переулок | 196603 | 1830-е годы   | Храм преподобного Сергия Радонежского | Фуражная улица, Фуршадская улица | Названа в связи с провиантскими (фуршадскими, фуражными) магазинами (складами), находившимися рядом с улицей. |

### Ц
| Название        | Индекс | Год основания | Значимые объекты | Прежние названия | Комментарии                                                        |
| --------------- | ------ | ------------- | ---------------- | --- | ------------------------------------------------------------------ |
| Церковная улица | 196607 | 1810 год      |                  | Пролетарская улица (4 сентября 1919 — 7 июля 1993); Социалистическая улица (20 апреля 1918 — 4 сентября 1919); Церковная улица (1810 — 20 апреля 1918) | Название связано с тем, что улица начинается от Знаменской церкви. |

### Ч
| Название        | Индекс | Год основания | Значимые объекты | Прежние названия                          | Комментарии                                                   |
| --------------- | ------ | ------------- | ---------------- | ----------------------------------------- | ------------------------------------------------------------- |
| улица Чистякова | 196601 | 1911 год      |                  | Ожаровская улица (1911 — 16 октября 1978) | Названа в честь проживавшего здесь художника П. П. Чистякова. |

### Ш
| Название       | Индекс | Год основания | Значимые объекты | Прежние названия                                                                                      | Комментарии                                                                                    |
| -------------- | ------ | ------------- | ---------------- | --- | ---------------------------------------------------------------------------------------------- |
| Широкая улица  | 196608 | 1839 год      |                  | улица Ленина (4 сентября 1919 — 7 июля 1993); Широкая улица (1839 — 4 сентября 1919)                  |                                                                                                |
| Школьная улица | 196607 | 1820-е годы   |                  | улица Ивана Пущина (27 февраля 1989 — 7 июля 1993); Школьный переулок (1820-е годы — 27 февраля 1989) | Название получила по Школьному заведению садового мастера Ф. Лямина, находившемся на переулке. |

## Упразднённые улицы
| Название                  | Год основания | Год упразднения | Прежние названия                                                                                   | Комментарии |
| ------------------------- | ------------- | --------------- | -------------------------------------------------------------------------------------------------- | --- |
| 4-я улица                 | 1780-е годы   | 1810-е годы     | | Находилась за 3-й (Малой улицей), вошла в застройку кварталов между Оранжерейной, Набережной, Малой и Московской улицами. |
| Безымянный переулок       | 1839 год      | 1950-е годы     | | Вошёл в застройку Привокзальной площади. |
| улица Гоголя              | 1830-е годы   | до 1937 года    | Гогелевская улица (1882 — 4 сентября 1919); Соборная улица (1830-е годы — 1882)                    | Была названа в честь Н. В. Гоголя. Выбор был связан с предыдущим названием в честь управляющего Царским Селом Г. Ф. Гогеля. В настоящее время вошла в городскую застройку (в том числе Института повышения квалификации ФСИН РФ)                                                                                                   |
| Детский переулок          | 1910-е годы   | 1950-е годы     | | Вошёл в застройку улицы Глинки и Жуковско-Волынской улицы. |
| улица к казённой слюсарне | 1780-е годы   | 1810-е годы     | | Находилась за Малой улицей, вошла в застройку кварталов между Леонтьевской, Дворцовой, Малой и Московской улицами. |
| улица Володарского        | 1830-е годы   | 1960-е годы     | улица Цыкунова (4 сентября 1919 — 1920-е годы), Кирасирская улица (1830-е годы — 4 сентября 1919). | Вошла в территорию училища радиоэлектроники ПВО. |
| Манежная улица            | 1830-е годы   | 1912/1915 год   | иногда назывался Манежным переулком                                                                | Названа по находившемуся на ней манежу лейб-гвардии Кирасирского его величества полка. Передана под казарменные постройки лейб-гвардии гусарского его величества полка и лейб-гвардии 4-го стрелкового императорской фамилии полка, а затем вошла в территорию военно-морского инженерного училища и училища радиоэлектроники ПВО. |
| Мельниковский переулок    | 1910-е годы   | 1950-е годы     | | Назван в честь последнего управляющего Царскосельской железной дороги П. А. Мельникова. Вошёл в застройку Жуковско-Волынской и Железнодорожной улиц. |
| Полковая улица            | 1830-е годы   | 1960-е годы     | | Вошла в территорию училища радиоэлектроники ПВО. |
| Ребиндеровский переулок   | 1910-е годы   | 1950-е годы     | | Назван в честь помощника главнокомандующего войсками гвардии и Санкт-Петербургского военного округа А. А. Ребиндера. Вошёл в застройку Октябрьского бульвара и Ленинградской улицы. |
| Сапёрный переулок         | 1830-е годы   | 1950-е годы     | | Вошёл в застройку Саперной улицы и Прямого переулка. |
| Торговый переулок         | 1840-е годы   | 1950-е годы     | | Вошёл в застройку Московской и Рушкинской улиц. |

## Дополнение. Список исторических районов и территориальных зон

### Исторические районы
- Гуммолосары — бывший финский посёлок: застроенная территория между Горной улицей и линией Витебской железной дороги;
- Кондакопшино — застроенная территория вдоль Старинной улицы;
- Новая Деревня — территория бывшей деревни на Колпинском шоссе, часть 3-й Советской улицы от Колпинского шоссе до Кабельной улицы, 1-2-я и 4-6-я Советские улицы;
- Новосёлки — территория бывшей деревни Новосёлки (или Новодверешки): Комсомольская, Пионерская, Гражданская, Полевая улицы, улица Ломоносова и прилегающая территория южнее Сапёрной улицы;
- Павловск-2 — территория между Павловским шоссе, Парковой улицей и линией Витебской железной дороги[13];
- София (исторический район) — бывший уездный город: территория между Парковой улицей, Павловским шоссе, Сапёрной улицей, Красносельским шоссе и Баболовским парком.
- Волхонское - Территория бывшего садоводства Волхонское

### Территориальные зоны
- Лесное — посёлок в южной части Пушкина юго-восточнее линии Варшавской железной дороги;
- Мыкколово — территория севернее Красносельского шоссе между линией Варшавской железной дороги и Пулковским шоссе;
- Новокондакопшино — между железнодорожной станцией Кандакопшино и Пулковским шоссе;
- Павильон Урицкого — территория, прилегающая к бывшему императорскому вокзалу у пересечения Академического проспекта и Кузьминского шоссе;
- Ферма-2 — территория в конце Соболевской дороги.